# Victor Mete
Victor Mete (Woodbridge, Ontario, 7 de junio de 1998) es un jugador profesional canadiense de hockey sobre hielo que se desempeña en la posición de defensor izquierdo en Philadelphia Flyers, equipo de la National Hockey League (NHL).

## Carrera
Fue seleccionado en la cuarta ronda en la NHL Entry Draft de 2016. En 2017 hizo su debut profesional con el equipo Montreal Canadiens, en el cual jugó cuatro temporadas (2017-2020), después pasó a Ottawa Senators (2020-2022), luego a Toronto Maple Leafs (2022-2023), posteriormente a Philadelphia Flyers, donde lleva jugando una temporada.